# México nos Jogos Pan-Americanos de 1951
O México competiu nos Jogos Pan-Americanos de 1951 em Buenos Aires de 25 de fevereiro a 10 de março de 1951. Conquistou cinco medalhas de ouro.

## Medalhistas
| Atleta | Esporte              | Evento                                           | Medalha |
| --- | -------------------- | ------------------------------------------------ | ------- |
| Hortensia García | Atletismo            | Lançamento de dardo - feminino                   | Ouro    |
| Joaquín Capilla | Saltos ornamentais   | Trampolim de 3 m - masculino                     | Ouro    |
| Joaquín Capilla | Saltos ornamentais   | Plataforma de 10 m - masculino                   | Ouro    |
| Gustavo Palafox Imelda Ramírez | Tênis                | Duplas mistas - misto                            | Ouro    |
| México: José Reyes Miguel Lambarri Pedro Avilés Rafael Bermejo Raúl Ibarra | Tiro esportivo       | Pistola 50 m por equipes - masculino             | Ouro    |
| México: Enrique Jiménez Juventino Cepeda Ricardo García Sergio Sánchez Lara | Ciclismo             | Corrida em estrada por equipes - masculino       | Prata   |
| Benito Ramos | Esgrima              | Espada individual - masculino                    | Prata   |
| Tonatiuh Gutiérrez | Natação              | 1500 metros livre - masculino                    | Prata   |
| México: Alberto Ramos Sesma Gabriel Gracida Hoffmann Guillermo Cisneros Guillermo Gracida Hoffmann | Polo                 | Equipe - masculino                               | Prata   |
| Carlota Ríos | Saltos ornamentais   | Plataforma de 10 m - feminino                    | Prata   |
| Hilda Heyn Silvia Villari | Tênis                | Duplas - feminino                                | Prata   |
| México: Antonio Mendoza Joel Gálvez José G. de la Torre José Nosari Sebastián de la Cerda | Tiro esportivo       | Fuzil 50 m três posições por equipes - masculino | Prata   |
| Berta Chiú | Atletismo            | Lançamento de dardo - feminino                   | Bronze  |
| México: Manuel Contreras Nicolas Genestas Antonio Mondragon Fernando García Sabino García Alberto Sosa R. de Hoyos G. Figueroa H. Leal R. López Ortíz J. Sánchez A. Uribe R. Delgado A. Méndez R. Cárdenas M. López Ortíz A. Flores J. López Ruíz | Beisebol             | Equipe - masculino                               | Bronze  |
| Raúl Macías | Boxe                 | Peso mosca - masculino                           | Bronze  |
| Juan Alvarado | Boxe                 | Peso pena - masculino                            | Bronze  |
| José Noriega | Boxe                 | Peso meio-médio - masculino                      | Bronze  |
| México | Ginástica            | Equipe - masculino                               | Bronze  |
| México: Joaquín Dacourt Jorge Rodríguez Roberto Viñals | Hipismo              | Saltos por equipes - masculino                   | Bronze  |
| Maravilla Salas | Levantamento de peso | Até 56 kg (peso galo) - masculino                | Bronze  |
| Rodolfo Dávila | Lutas                | Até 52 kg - masculino                            | Bronze  |
| Leonardo Basurto | Lutas                | Até 57 kg - masculino                            | Bronze  |
| Guillermo Palomino | Lutas                | Até 62 kg - masculino                            | Bronze  |
| José Luis Pérez | Lutas                | Até 67 kg - masculino                            | Bronze  |
| Eduardo Assam | Lutas                | Até 79 kg - masculino                            | Bronze  |
| Tonatiuh Gutiérrez | Natação              | 400 metros livre - masculino                     | Bronze  |
| Efrén Fierro | Natação              | 1500 metros livre - masculino                    | Bronze  |
| México: Alberto Isaac Clemente Mejía Luis Spamer | Natação              | 3x100 metros medley - masculino                  | Bronze  |
| Magda Bruggemann | Natação              | 100 metros costas - feminino                     | Bronze  |
| México: Adriana Hernández Charlotte Knapp Magda Bruggemann | Natação              | 3x100 metros medley - feminino                   | Bronze  |
| Gustavo Palafox | Tênis                | Simples - masculino                              | Bronze  |
| Imelda Ramírez | Tênis                | Simples - feminino                               | Bronze  |
| Anselmo Puente Gustavo Palafox | Tênis                | Duplas - masculino                               | Bronze  |
| Rafael Bermejo | Tiro esportivo       | Pistola 50 m - masculino                         | Bronze  |
| México: Ernesto Montemayor José Reyes Manuel Larrañaga Miguel Lambarri | Tiro esportivo       | Tiro rápido 25 m por equipes - masculino         | Bronze  |

| Esporte              | Medalha de ouro | Medalha de prata | Medalha de bronze | Total |
| Atletismo            | 1               | 0                | 1                 | 2     |
| Beisebol             | 0               | 0                | 1                 | 1     |
| Boxe                 | 0               | 0                | 3                 | 3     |
| Ciclismo             | 0               | 1                | 0                 | 1     |
| Esgrima              | 0               | 1                | 0                 | 1     |
| Ginástica            | 0               | 0                | 1                 | 1     |
| Hipismo              | 0               | 0                | 1                 | 1     |
| Levantamento de peso | 0               | 0                | 1                 | 1     |
| Lutas                | 0               | 0                | 5                 | 5     |
| Natação              | 0               | 1                | 5                 | 6     |
| Polo                 | 0               | 1                | 0                 | 1     |
| Saltos ornamentais   | 2               | 1                | 0                 | 3     |
| Tênis                | 1               | 1                | 3                 | 5     |
| Tiro esportivo       | 1               | 1                | 2                 | 4     |
| Total                | 5               | 7                | 23                | 35    |